# 石川潤平
石川 潤平（いしかわ じゅんぺい）は創作木目込人形作家の名跡。雛人形、五月人形などの木目込人形を得意とする。

## 概要
初代 石川潤平（初代 潤平）は1920年福島県に生まれ、戦前より人形の頭制作の頭師として人形作りに携わっていた。1979年伝統工芸士に認定。雛人形・五月人形の木目込人形第一人者。さいたま市岩槻区に木目込人形専門の工房がある。
節句業界に木目込人形作家として長きにわたり携わり、伝統的工芸品産業の振興に関し顕著な功労があったとし、個人等を表彰する”伝統工芸品産業功労者表彰”を1987年に受ける。そしてその後に多年にわたり業務に精励し衆民の模範たるべき者として1989年には総理府付黄綬褒章、1995年には勲六等瑞宝章を受章する。2004年には埼玉県指定無形文化財に認定。2008年没。
現在は初代の長男が二代目 石川潤平（二代目 潤平）を襲名している。また初代の次男が石川佳正として、二代目の息子も石川やすひろとして創作人形作家となっている。 

## 略歴
初代 石川潤平
- 1920年　福島県に生まれる。
- 1979年　伝統工芸士の称号認定。
- 1987年　伝統工芸品産業功労者表彰。
- 1989年　総理府付黄綬褒章受章。
- 1995年　勲六等瑞宝章受章。
- 2004年　埼玉県より無形文化財認定。

二代目 石川潤平
- 1951年　埼玉県に生まれる。
- 1970年　父 初代潤平に師事。
- 1999年　二代目 潤平を襲名。
- 1999年　ドイツヘッセン州立人形博物館へ木目込人形「東風」を寄贈。
- 2000年　埼玉県立民俗文化センターへ、木目込人形製作工程を寄贈。
- 2001年　明治神宮へ木目込人形「官公」を寄贈。
- 2004年　経済産業大臣指定　江戸木目込人形伝統工芸士に認定。
- 2010年　日光世界遺産劇場にて伝統工芸品展に出展。